# Kazimierz Wawrzkiewicz
Kazimierz Wawrzkiewicz – polski lekkoatleta, specjalizujący się w biegach sprinterskich.

## Osiągnięcia
- Mistrzostwa Polski seniorów w lekkoatletyce (6 medali)[1]
  - Łódź 1945
    - srebrny medal w biegu na 200 m
    - srebrny medal w sztafecie 4 × 400 m

  - Kraków 1946
    - złoty medal w sztafecie 4 × 400 m
    - srebrny medal w sztafecie 4 × 100 m

  - Katowice 1947
    - złoty medal w sztafecie 4 × 400 m
    - brązowy medal w sztafecie 4 × 100 m